# Azu
Azu estilizado AZU, (Mie, 8 de dezembro de 1981) é uma cantora japonesa de R&B. 
Ela é conhecida por suas colaborações com o rapper Seamo e por ter suas músicas nas trilhas sonoras de animes como Naruto Shippuden.

## Biografia
Azu começou sua carreira musical com 16 anos, ela explica o significado por trás de seu nome artístico como "colocar lembranças a todas as palavras de A a Z e transmiti-las para você (U)."
Ela começou a trabalhar com o rapper Seamo em 2005 como vocalista de fundo para algumas de suas faixas. Em 2006 na canção "Kokoro no Koe", foi certificada pela RIAJ para 100.000 downloads de celular. Em 2007 ela lançou seu single "Cherish" e também juntamente a Seamo lançou a música "Jikan yo Tomare", até o momento, os dois possuem seis músicas gravadas juntos. Seu álbum de estreia foi "As One", lançado em 23 de julho de 2008. Desde novembro de 2009, cinco das suas canções foram certificados com ouro pela RIAJ para downloads de celulares.
Em março de 2010 ela lançou seu segundo álbum nomeado "Two of Us". Em 23 de fevereiro de 2011 lançou o álbum "AZyoU" e em 18 de janeiro de 2012 lançou o álbum "Love Letter".

## Discografia

### Álbuns
- As One (2008)
- Two of Us (2010)
- AZyoU (2011)
- Love Letter (2012)

### Anime singles
- "For you", pode ser ouvida nos créditos finais para Naruto Shippuden (tema 12).[6]
- "Jikan yo Tomare" é utilizado como o segundo final em Itazura na Kiss.
- "Cherish" é usado como tema de encerramento yxxxHOLiC Shunmuki OVA.